# 國道164號
國道164號為三重縣四日市市四日市港至諏訪町之一般國道。為港國道。

## 概要

### 路線資訊
- 起點 : 四日市港（四日市港灣合同廳舍前）
- 終點 : 四日市市諏訪町
- 重要經過地 :無
- 路線長 : 3.2 km（實長3.0 km）[1][注釋 1]
- 指定路段 : 與國道1號共線路段[2]

## 地理

### 通過行政區
- 三重縣
四日市市

### 交匯道路
- 國道23號：（藏町）
- 國道1號：中部 - 諏訪町北共線

## 資料來源
1. ↑   (PDF). 道路統計年報2013. 國土交通省道路局: 9.   [2014-10-27]. （原始内容 (PDF)存档于2014-01-16）.
2. ↑  . 法令資訊提供系統. 總務省行政管理局.   [2012-10-25]. （原始内容存档于2008-02-07）.

## 外部連結
- 國土交通省中部地方整備局** 三重河川國道事務所（页面存档备份，存于）：指定路段（國道1號共線路段）管理
- 三重縣（页面存档备份，存于）
  - 四日市建設事務所 （页面存档备份，存于）：指定路段外管理